# Peucedanum uliginosum
Peucedanum uliginosum är en flockblommig växtart som beskrevs av Gonçalo Antonio da Silva Ferreira Sampaio. Peucedanum uliginosum ingår i släktet siljor, och familjen flockblommiga växter. Inga underarter finns listade i Catalogue of Life.